# Feuerüberfall
Feuerüberfall ist ein militärischer, taktischer Begriff, der die gleichzeitige Feuereröffnung mehrerer Waffen auf ein Ziel oder eine Zielgruppe auf Kommando bezeichnet. Im Gegensatz dazu wird das gleichzeitige Feuern mehrerer Waffen auf ein Ziel oder eine Zielgruppe, nachdem das Feuer bereits früher eröffnet wurde, als Feuerzusammenfassung bezeichnet.
Feuerüberfälle folgen meist einem vorher befohlenen Feuervorbehalt und sollen die größtmögliche Feuerkraft schlagartig und für den Gegner überraschend zur Wirkung bringen. Zur Gewährleistung der gleichzeitigen Feuereröffnung wird vor dem eigentlichen Feuerkommando ein Vorbefehl gegeben und die Ziele auf die Schützen oder Waffen verteilt ("Fertigmachen zum Feuerüberfall, Zielverteilung... von links nach rechts..., zwei Magazine, MG 250 Schuss, Panzerfaust drei Patronen, Feuereröffnung durch mich", selten wenn auch gerne in Filmen gezeigt "auf Pfiff" oder auf Befehl "Feuer", da diese Kommandos nicht über die Entfernung zwischen den Waffen durchdringen). Ziel einer Feuereröffnung ist es, durch eine möglichst gleichzeitige Schussabgabe aller Schützen dem Feind die Aufklärung der eigenen Stärke zu erschweren und möglichst viele Ziele gleichzeitig zu bekämpfen, bevor sich diese in Deckung begeben. Nach Beginn des Feuerüberfall wird ohne weiteren Befehl in den selbständig geführten – oder je nach Lage auf Befehl auch in den geleiteten – Feuerkampf übergegangen und dieser bei Erreichen der befohlenen Munitionsmenge beendet und das Ausweichen eingeleitet – ein Hinterhalt ist vom Feuerüberfall zu unterscheiden. Dieser beinhaltet das gefechtsmäßige Vorgehen auf die Feindkräfte, meist eine Transportkolonne und deren Vernichtung meist durch Sprengung.
Im Jagdkampf wird der Feuerüberfall eingesetzt, um bei schwächeren eigenen Kräften, die für einen Hinterhalt nicht ausreichen, oder mit Teilen des Jagdkampfzuges Feindkräfte wie eine Transportkolonne teilweise zu vernichten und Wehrmaterial zu beschädigen.